# Swakopmund Hotel
Koordinaten: 22° 40′ 27″ S, 14° 31′ 44″ O
Das Swakopmund Hotel (voller Name Swakopmund Hotel & Entertainment Centre) ist ein 4-Sterne-Luxushotel in der Küstenstadt Swakopmund im Westen Namibias. Es wird von der südafrikanischen Hotelgruppe Legacy Group betrieben, das historische Hauptgebäude gehört weiterhin TransNamib.
Rezeption, Bar und Verwaltung des Hotels sind im historischen Bahnhof Swakopmund untergebracht. Nachdem das Bahnhofsgebäude 1993 geschlossen worden war, fanden weitreichende Sanierungs- und Umbauarbeiten statt. Unter anderem wurden auf der Fläche der ehemaligen Eisenbahnschienen ein Schwimmbad sowie in nördlicher Richtung ein großer Anbau realisiert, in dem heute die Gästezimmer untergebracht sind. In Richtung Westen wurde ein Anbau, das Entertainment Centre errichtet, in dem sich das Mermaid Casino, das Restaurant Platform One, ein Fitnessstudio, Kino und Geschäfte befinden.
Das Hotel wurde 1994 eröffnet und war seitdem Veranstaltungsort verschiedener Messen und Kongresse. Unter anderem fanden hier die Wahlen zur Miss Namibia 1995 und Miss Universe 1995 statt. Das Hotel erhielt seit seiner Eröffnung zahlreiche Auszeichnungen und Preise.
2020 wies ein Gericht TransNamib an aufgrund einer schweren Vernachlässigung seiner Partnerschaftspflichten seinen 50-prozentigen Anteil für den symbolischen Preis von fünf Millionen Namibia-Dollar abzugeben. Anfang 2021 widerrief ein Gericht das Urteil und stellte das Unternehmen stattdessen unter vorläufige Insolvenz. Anfang August 2021 kündigte die Regierung an die 50 Prozent des ausländischen Partners für 100 Millionen Namibia-Dollar zu übernehmen. 2022 wurde das Hotel schlussendlich für 100 Millionen Namibia-Dollar komplett von TransNamib übernommen und gleichzeitig ein Managementvertrag über weitere zehn Jahre abgeschlossen.